# Вишапи
Вишапи (на арменски: վիշապներ), още вешапи и аждахаки, са древни митологични същества, изобразявани във вид на високи каменни изваяния (менхири). Вярванията за вишапите са разпространени в митологиите на народите от Арменското плато и Предна Азия.
Първоначално те са божества или духове на водите и вероятно са свързани с куро-аракската археологическа култура. Народите, населяващи Арменското плато през II хил. пр.н.е. и по-рано, извайват изображения на вишапи и ги поставят при водоизточниците. С течение на времето митологичният образ на вишапите претърпява промяна и в митологиите на различните народи те започват да се асоциират със злите духове, драконите и т.н., най-често запазвайки първоначалната си връзка с водата. Статуите на вишапите достигат до пет метра височина и по правило имат формата на риби, по-рядко на разпъната на колчета бича кожа.

## Откриване
През 1909 г. руските археолози Н. Мар и Я. Смирнов по време на археологически разкопки в Гарни, Армения, чуват от местните жители за каменните „вишапи“, лежащи високо в планините край летните биваци на скотовъдите. Учените предприемат експедиция из планините на Гегамския хребет, за да разберат дали тези слухове почиват на някаква основа и да проверят дали тя представлява научен интерес. В резултат, край високопланинския бивак (яйла), наричан от арменците „Вишапнер“, а от кюрдите „Аждаха юрт“, археолозите наистина откриват мегалитни каменни изваяния, повечето от които имат рибообразна форма. Най-големият от откритите вишапи е с дължина 4,75 m и ширина 0,55 m; всички те са повалени на земята, като се налага някои да бъдат откопавани.
|                              |  | |
| Част от вишап №5, Аждаха юрт |  | Вишап №6, Аждаха юрт. Понастоящем изложен пред Арменския етнографски музей „Сардарапат“ в гр. Армавир |

Не след дълго вишапи са открити и край други високопланински биваци: Такмакан гьол и Гьол юрт; към 1910 г. Мар и Смирнов откриват двайсет и седем идентични мегалитни паметника край биваците в Гегамския хребет. Малко след това аналогични статуи са открити в Южна Грузия, Източна Турция, както и в други райони на Армения (близо до езерото Севан и в подножието на планинския масив Арагац).

## Датиране
Точното датиране на тези мегалити е свързано с определени трудности: край вишапите не са открити останки от древни поселения, огнища или други органични останки, спрямо които би могъл да бъде приложен радиовъглероден анализ. Върху намерения в Аждаха юрт вишап №1 са открити нанесени по-късно рисунки на християнски кръстове и надпис на арменска писменост, датирана към XIII век, като разположението на кръстовете и текстът показва, че през XIII век вишап №1 все още се е намирал във вертикално положение. Въз основа на тази находка първоначално е предположено, че вишапите са издигнати някъде през I хил.
Няколко десетилетия по-късно, през 1963 г. е намерен вишап, върху който е открит по-ранен урартски клинописен надпис от времето на цар Аргищи I. Това откритие позволява датирането на вишапите да бъде отнесено към края на II хил. пр.н.е. – началото на I хил. пр.н.е.

## Описание
Всички открити вишапи са изсечени от монолитна скала. Височината им варира от три до пет метра. Една част от тях имат рибообразна форма, най-често подобна на сом. Туловището на рибата е само частично изобразено, докато очите, устата, опашката и хрилете обикновено са ясно представени. Други вишапи представляват изображения на копитни животни (бик или овен), вероятно принасяни в жертва. Понякога е изобразена само кожата на животното, опъната на колчета. Същевременно върху много вишапи има други релефни изображения, изсечени в централната част: кожа на копитни животни (бик, овен и др.); вълнообразни линии, изобразяващи водни струи (понякога изливащи се от устата на бика); дългоноги птици (жерави, щъркели); по-рядко има и змиеобразни изображения.

## Древни канали
Почти всички находки на вишапи в Армения са свързани с планински водоизточници (напр. при Аждаха юрт) или дори с древни иригационни съоръжения. Останки от такива съоръжения са открити край вишапите, намерени на пасищата Токмакан гьол и Имирзек в Геганския хребет, при Артанишкия залив на езерото Севан, на левия бряг на река Аршахан, течаща по южния склон на масива Арагац. Макар че иригационните съоръжения не могат да бъдат датирани с точност и да е възможно самите те да са построени по-късно (напр. през Средновековието), връзката на вишапите с водоизточниците, захранващи тези съоръжения, е несъмнена. Въз основа на тези данни, както и на повтарящите се изображения на вода върху вишапите, учените ги свързват с древните култове към плодородието и водата.

## В митологията
Предполага се, че с течение на времето и под влияние на християнството, първоначалното значение на вишапите е трансформирано и те, от божества/духове на водите, се превръщат в зли демони и/или дракони (в съвременния арменски език думата „вишап“ означава „дракон“). Възможно е и тази дума да е заимствана от иранските езици по времето на нашествията на мидийците или ахеменидите – вероятно по това време първоначалното значение на вишапите е забравено и е възможно те да са отъждествени с нашествениците.
В арменския и грузинския фолклор са запазени предания за змея вишап и за вишапа чудовище, живеещи в планините. В някои легенди, известни благодарение на арменския историк Мовсес Хоренаци, се споменават чудовищата вишапи, живеещи в планината Арарат (известни и като „каджи“ от кюрдската дума „Аждаха“, тъждествена на „вишап“; на арменски език думата „аждаха“ значи „голям, огромен, чудовищен“). Същевременно изследователите отбелязват и запазването на следите към древния култ към водата в много от преданията, свързани с вишапите. Н. Мар например събира няколко предания (приказки и легенди) за вишапите, в които се разказва как, след като героят убие вишапа чудовище, от корема на вишапа избликва целебна вода.
В кюрдския фолклор се говори и за магичната риба „Аждахак“; в някои арменски приказки морската буря е представена като „вишап“, а в древноарменските и древногрузинските преводи на Библията, думата „кит“ е преведена с думата „вишап“.
В арменската митология
Според митологичните представи на арменците вишапите живеят в небето, в големите езера или по планинските върхове. По време на буря небесните вишапи се спускат надолу, а тези от езерата и планините се издигат нагоре. Вишапите са толкова големи, че могат да погълнат Слънцето; това е причината за слънчевите затъмнения. Срещу вишапите се бори бог Вахагн.
В епоса вишапите завладяват водоизточниците и изискват жертвоприношението на девойки; с тези вишапи се борят (и ги побеждават) героите от епоса. Такъв вишап например е Аждахак (иранският Ажи Дахака). Той е персонаж от древния, свързан с бурята мит, в който вишапът на бурята похитява сестрата (жената) на божеството. В арменския епос този сюжет е пренесен към Аждахак, арменския цар Тигран и сестра му Тигрануи. Тигран побеждава и убива Аждахак и отвежда в плен вишапите заедно с жената на Аждахак и „майка на вишапите“ Айнуш. Мардите – иранското население в района на Арарат – са смятани за потомци на тези вишапи.
В епоса „Випасанк“ се разказва за взаимоотношенията на потомците на вишапите (известни и като вишапиди, на арменски: „вишапазунк“) с легендарните арменски царе: предводителят (баща) на вишапите Аргаван кани на обед цар Арташес, но по време на угощението започва да крои интриги срещу арменския цар; след завръщането си в Арташат, Арташес изпраща сина си Мажан с войска, за да унищожи вишапите, но Мажан не изпълнява повелята на баща си; по-късно вишапите са изтребени от Артавазд.
Със затвърждаването на християнството, борещият се с тези създания Вахагн е изместен от Габриел Хрещак (архангел Гавриил). Габриел със своите ангели се сражава с вишапите, които по време на буря се опитват да погълнат Слънцето (при това буреносните облаци са огнените им тела, гръмотевиците са крясъците им, а светкавиците – стрелите на Габриел Хрещак или оръжията на ангелите му. Ангелите издигат вишапите до самото Слънце, от чиито лъчи те се превръщат в пепел, сипеща се по Земята. Вишап е наричан и самият Сатана.
Въпреки че в арменската митология вишапите са изобразявани като дракони, в текстовете от сказанията се проследява връзката им с водната стихия: с дъжда, езерата, реките, планинските извори. Например бурите, разразяващи се на езерото Ван, са обяснявани с битките на Вахагн с вишапите.

## Сходни съоръжения
Учените намират връзка между арменските вишапи с подобни менхири, намиращи се в Северен Кавказ и Европа. Съществуват и сходства с аналогични паметници в Азия, например на територията на Северна Монголия. Макар че вишапите от Задкавказието стилистично са много различни и явно са дело на други племена, изследователите отбелязват интересната взаимовръзка между паметниците, създадени от различни народи в сходни ситуации. Не се изключва и възможността арменските хачкари да са пряко продължение на традицията на вишапите.